# Гончар, Иван Тарасович
Иван Тарасович Гончар (укр. Іван Тарасович Гончар; 1888, Крищинцы, Тульчинский округ — 1944, Крищинцы, Винницкая область) — украинский советский мастер народной художественной керамики.

## Биография
Иван Гончар родился в 1888 году в селе Крищинцы Брацлавского уезда Подольской губернии Российской империи (ныне Тульчинский район Винницкой области Украины). Происходил из семьи потомственных гончаров. Он был младшим из шести братьев. Гончарному мастерству Ивана, как и его братьев, обучил отец. В 16 лет он начал украшать крышки сосудов лепными фигурками. Четыре года прослужил в царской армии, в музыкантской команде.
До Октябрьской революции изготавливал преимущественно керамические игрушки из поливной глины (птички, собачки, лошадки и тому подобное), отличающиеся непосредственностью и знанием природы. С 1919 года участвовал в художественных выставках.
Среди выполненных Иваном Гончаром фигурок из поливной глины «Будённовец», «Всадник» (несколько вариантов, 1920-е годы), «Челюскинцы». Выполнил ряд работ острой сатирической направленности, в том числе посвящённых помещикам и чиновникам Российской империи: «Один с сошкой, семеро с ложкой» (1916), «Арест буржуев» (1920), «Белые бегут» (1921), «Паны на прогулке» (1935), «За столом» (1936), «Переполох» (1937). Эти работы могут быть отнесены к жанру политической карикатуры. Многие его работы представляют собой насыщенные тонким юмором иллюстрации к народным сказкам и басням: «Звери-музыканты» (1935), «Как мыши кота хоронили» (1936), «Обезьяний оркестр», расположившийся на стенках горшка, и тому подобное. Ряд юмористических композиций Ивана Гончара посвящён литературным произведениям: «Демидовые вареники» Л. Глебова (1935—1936) и «Сказка о попе и его батраке Балде» А. Пушкина (1937). Автор декоративных сосудов, украшенных рельефным лепным орнаментом и ваз с горельефами: «Баранчик» (сосуд, поливная глина, 1935), «Баран чёрный» (сосуд, майолика, 1936), «Музыканты» (ваза, майолика, 1936) и другие. В творчестве Ивана Гончара нет подражания другим мастерам, оно самобытно и изобретательно.
В 1935—1941 годах преподавал в экспериментальных мастерских при Киевском музее украинского искусства на территории Киево-Печерской лавры. Умер в 1944 году в родном селе.
Произведения Ивана Гончара экспонировались на выставках в Киеве, Москве, Ленинграде, а также в Париже и Венеции. Более пяти тысяч работ Ивана Гончара находятся в собрании Государственного музея декоративного украинского искусства, других музеев и частных коллекций.

## Оценки
Художник Александр Герасимов так отзывался о творчестве Ивана Гончара:
Очень хороши произведения Ивана Гончара. В них много знания жизни и живой народной фантазии, которой так славится украинский народ. Эта фантазия породила незабываемых гоголевских «виев», и эта аналогия невольно возникает, когда смотришь на карикатуры и скульптуры Ивана Гончара.
Положительно оценивал творчество Ивана Гончара и художник Натан Альтман:
Иван Гончар — исключительное явление в искусстве. Исполненные им фигуры необычайно выразительны. Собственно говоря, это выходит за пределы того, что принято считать гончарной работой, и в то же время работы Гончара — не скульптура, а остаются произведениями гончарного искусства.

## Цитаты
В 1938 году Иван Гончар вспоминал:
Мне пятидесятый год идёт. Родился я в селе Кришенцы, Винницкой области. Места у нас были бедные, село — безземельное, крестьяне — безлошадные. Одним только богаты — глинами. Глины лежат кругом, конца-краю не видно. И белая есть, — она на глиняную массу идет, и цветные глины, что идут на раскраску посуды. Вот и стали ещё исстари наши мужики гончарить. Отец мой знаменитый гончар был. Он 110 лет прожил, десятилетним хлопцем за гончарский круг сел и только незадолго до смерти работу оставил. В селе нашем сильная нищета была. Из других сёл гончары возили посуду на базар на возах, а наши, безлошадные, волокли в мешках да подвозили на тачках. До революции я больше делал игрушки — пивники, свищики. Игрушки удобнее было на хлеб менять, да и на деньги сбывать легче. У нас скупщики их брали в Одессу. Платили 20 копеек за копу, а в копе — 60 штук. Потом потянуло меня делать большие вещи — скульптуры. Много у меня карикатур сделано на дореволюционных бар, на капельмейстеров военных, — я четыре года прослужил в царской армии, в музыкантской команде.

## Награды и звания
- Заслуженный мастер народного искусства УССР (1936)[5]

## Галерея работ
- Керамические игрушки
- «Паны на прогулке» (1935)
- «Звери-музыканты» (1935)
- «Как мыши кота хоронили» (1936)
- «Баран» (1935)